# نیو وینا (اوهایو)
نیو وینا (به انگلیسی: New Vienna) یک روستا در ایالات متحده آمریکا است که در شهرستان کلینتون، اوهایو واقع شده‌است. نیو وینا ۲٫۲۵ کیلومتر مربع مساحت و ۱٬۲۲۴ نفر جمعیت دارد و ۳۴۲ متر بالاتر از سطح دریا واقع شده‌است.